# Rai Benjamin
Rai Benjamin   (Mount Vernon (Nova York), Estats Units, 27 de juliol de 1997) és un atleta estatunidenc, especialitzat en les curses de 400 metres tanques i 4x400m relleus. Ha participat en 2 Olimpíades, guanyant 4 medalles (3 d'or). A més, ha guanyat 5 medalles (3 d'or) en els Campionats del Món.
Actualment té el rècord continental americà dels 400 metres tanques, amb una marca de 46.17 segons, aconseguida el 3 d'agost de 2021, a la final de la prova en els Jocs Olímpics de Tòquio.

## Marques personals
| Disciplina     | Marca    | Seu         | Data               |
| -------------- | -------- | ----------- | ------------------ |
| 400m tanques   | 46.17 AR | Tòquio      | 3 d'agost de 2021  |
| 4x400m relleus | 2:54.43  | París       | 10 d'agost de 2024 |
| 400 metres     | 44.21    | Los Angeles | 8 d'abril de 2023  |

## Trajectòria professional
| Jocs Olímpics     | Jocs Olímpics | Jocs Olímpics | Jocs Olímpics  |
| Any               | Lloc          | Posició       | Prova          |
| ----------------- | ------------- | ------------- | -------------- |
| 2020              | Tòquio        | 2             | 400m tanques   |
| 2020              | Tòquio        | 1             | 4x400m relleus |
| 2024              | París         | 1             | 400m tanques   |
| 2024              | París         | 1             | 4x400m relleus |
| Campionat del món |               |               |                |
| 2019              | Doha          | 2             | 400m tanques   |
| 2019              | Doha          | 1             | 4x400m relleus |
| 2022              | Eugene        | 2             | 400m tanques   |
| 2023              | Budapest      | 3             | 400m tanques   |
| 2023              | Budapest      | 1             | 4x400m relleus |